# Blanca van Bourgondië
Blanca van Bourgondië (1294 - Maubuisson, 29 april 1326) was de eerste vrouw van koning Karel IV van Frankrijk.
Blanca (Blanche) was de jongere zus van Johanna II van Bourgondië, en de tweede dochter van graaf Otto IV van Bourgondië en Mathilde van Artesië. Zij trouwde in 1308 met de Franse prins Karel, de jongste zoon van koning Filips de Schone, nadat haar zus Johanna het jaar voordien reeds met diens broer Filips was getrouwd.
Samen met haar zus Johanna en hun beider schoonzus Margaretha raakte zij in 1314 betrokken bij een schandaal rond allerlei seksuele uitspattingen (het zogenaamde schandaal van de Tour de Nesle) en viel in ongenade. Zij werd gevangen gehouden in het kasteel Gaillard te Les Andelys, en was niet aanwezig toen haar echtgenoot in 1322 te Reims tot koning gekroond werd. Blanca’s echtgenoot, Karel IV, die ondanks zijn vernedering erg op haar gesteld was, bleef het moeilijk hebben met haar gevangenschap. Beide echtgenoten schikten zich uiteindelijk naar de politieke noodzaak het huwelijk te ontbinden. Nog in hetzelfde jaar 1322 liet Karel IV zijn huwelijk ontbinden, onder het voorwendsel dat er bezwaren waren wegens familiale banden.  Omdat er geen geldige reden voorhanden was voor de ongeldigheid van hun huwelijk – overspel was voor de kerk onvoldoende reden – nam men zijn toevlucht tot juridische spitstechnologie: Karels schoonmoeder, Mathilde van Artesië, was zijn doopmoeder (zijn "spirituele moeder"), Blanca was in zekere zin zijn "spirituele zuster". Dat volstond voor het kerkelijk recht om het huwelijk ongeldig te verklaren.
In 1325 kreeg Blanca de toestemming om non te worden in de abdij van Maubuisson, waar zij reeds het volgende jaar overleed op de leeftijd van 32 jaar.
Als echtgenote van Karel IV had zij haar man slechts twee kinderen geschonken, die allebei nauwelijks de geboorte overleefden.

## Voorouders
| Voorouders van Blanca van Bourgondië (1294-1326) | Voorouders van Blanca van Bourgondië (1294-1326)                           | Voorouders van Blanca van Bourgondië (1294-1326)                           | Voorouders van Blanca van Bourgondië (1294-1326)                            | Voorouders van Blanca van Bourgondië (1294-1326)                            | Voorouders van Blanca van Bourgondië (1294-1326)                           | Voorouders van Blanca van Bourgondië (1294-1326)                           | Voorouders van Blanca van Bourgondië (1294-1326)                           | Voorouders van Blanca van Bourgondië (1294-1326)                           |
| ------------------------------------------------ | -------------------------------------------------------------------------- | -------------------------------------------------------------------------- | --------------------------------------------------------------------------- | --------------------------------------------------------------------------- | -------------------------------------------------------------------------- | -------------------------------------------------------------------------- | -------------------------------------------------------------------------- | -------------------------------------------------------------------------- |
| Overgrootouders                                  | Jan I van Chalon (11190-1267) ∞ Mahaut van Bourgondië (1190-1242)          | Jan I van Chalon (11190-1267) ∞ Mahaut van Bourgondië (1190-1242)          | Otto I van Meranië (1180-1234) ∞ 1208 Beatrix II van Bourgondië (1191-1231) | Otto I van Meranië (1180-1234) ∞ 1208 Beatrix II van Bourgondië (1191-1231) | Robert I van Artesië (1216-1250) ∞ 1237 Mathilde van Brabant (1224-1288)   | Robert I van Artesië (1216-1250) ∞ 1237 Mathilde van Brabant (1224-1288)   | ? (-) ∞ ? (-)                                                              | ? (-) ∞ ? (-)                                                              |
| Grootouders                                      | Hugo van Chalon (1220-1266) ∞ 1236 Adelheid van Bourgondië (1209-1279)     | Hugo van Chalon (1220-1266) ∞ 1236 Adelheid van Bourgondië (1209-1279)     | Hugo van Chalon (1220-1266) ∞ 1236 Adelheid van Bourgondië (1209-1279)      | Hugo van Chalon (1220-1266) ∞ 1236 Adelheid van Bourgondië (1209-1279)      | Robert II van Artesië (1250-1302) ∞ 1262 Amicia van Courtenay (1250-1275)  | Robert II van Artesië (1250-1302) ∞ 1262 Amicia van Courtenay (1250-1275)  | Robert II van Artesië (1250-1302) ∞ 1262 Amicia van Courtenay (1250-1275)  | Robert II van Artesië (1250-1302) ∞ 1262 Amicia van Courtenay (1250-1275)  |
| Ouders                                           | Otto IV van Bourgondië (1248-1303) ∞ 1285 Mathilde van Artesië (1270-1329) | Otto IV van Bourgondië (1248-1303) ∞ 1285 Mathilde van Artesië (1270-1329) | Otto IV van Bourgondië (1248-1303) ∞ 1285 Mathilde van Artesië (1270-1329)  | Otto IV van Bourgondië (1248-1303) ∞ 1285 Mathilde van Artesië (1270-1329)  | Otto IV van Bourgondië (1248-1303) ∞ 1285 Mathilde van Artesië (1270-1329) | Otto IV van Bourgondië (1248-1303) ∞ 1285 Mathilde van Artesië (1270-1329) | Otto IV van Bourgondië (1248-1303) ∞ 1285 Mathilde van Artesië (1270-1329) | Otto IV van Bourgondië (1248-1303) ∞ 1285 Mathilde van Artesië (1270-1329) |